# Unterzögersdorf
Unterzögersdorf ist ein Dorf und eine Katastralgemeinde der Stadtgemeinde Stockerau in Niederösterreich mit 404 Einwohnern (Stand 1. Jänner 2024).

## Geographie
Unterzögersdorf ist ein Zeilendorf drei Kilometer westlich von Stockerau und zwei Kilometer östlich von Oberzögersdorf. Es weist eine geschlossene traufständige Verbauung aus Zwerch- und Hakenhöfen auf. Die Häuserfront ist zur Straße hin geschlossen. Im Bereich der Hintausgasse gibt es eine aufgelockerte Scheunen- und Kellerverbauung, die sich im weiteren Verlauf zu einer gewundenen Durchgangsstraße mit jüngerer Verbauung entwickelt.

## Geschichte
Nach der Schlacht am Lechfeld gegen die Ungarn am 10. August 955 wurde das Gebiet, in dem heute Unterzögersdorf liegt, dem Bischof von Bistum Passau unterstellt. Er war für die Neubesiedelung und die Verwaltung der Güter verantwortlich. Das dem Bischof übertragene Gebiet wurde von Schmidabach, Göllersbach und Donau begrenzt. Nördlich verlief die Grenze etwas nördlich der heutigen Ortschaften Stetteldorf, Pettendorf, Wolfpassing und Zissersdorf.
Die erste schriftliche Erwähnung von „Zegendorf“ erfolgte 1171 in einer Schenkungsurkunde, bezog sich allerdings wohl auf das heutige Oberzögersdorf. 1230 wurde dafür auch die Schreibweise „Zeggendorf“, später auch noch „Zegennsdorf“, „Zekersdorf“ und „Zeckersdorf“ verwendet.
1832 war die Herrschaft Sierndorf der Besitzer Unterzögersdorf.
Die Dörfer entlang der Au hatten bereits im Mittelalter beträchtliche Bedeutung als Übergang vom Wasserweg auf die Landwege in den Norden. Vor der Donauregulierung im 19. Jahrhundert bestand dieser Strom aus einer großen, auf die ganze Au verteilten Anzahl von Gerinnen.
Um 1835 hatte das Dorf 216 Einwohner in 28 Häusern. Die meisten Einwohner waren im Ackerbau tätig.

## Infrastruktur
Unterzögersdorf ist durch eine Buslinie und ein Anrufsammeltaxi an den öffentlichen Personennahverkehr angeschlossen. Direkt südlich des Ortes verläuft die Stockerauer Schnellstraße.

## Kultur und Sehenswürdigkeiten

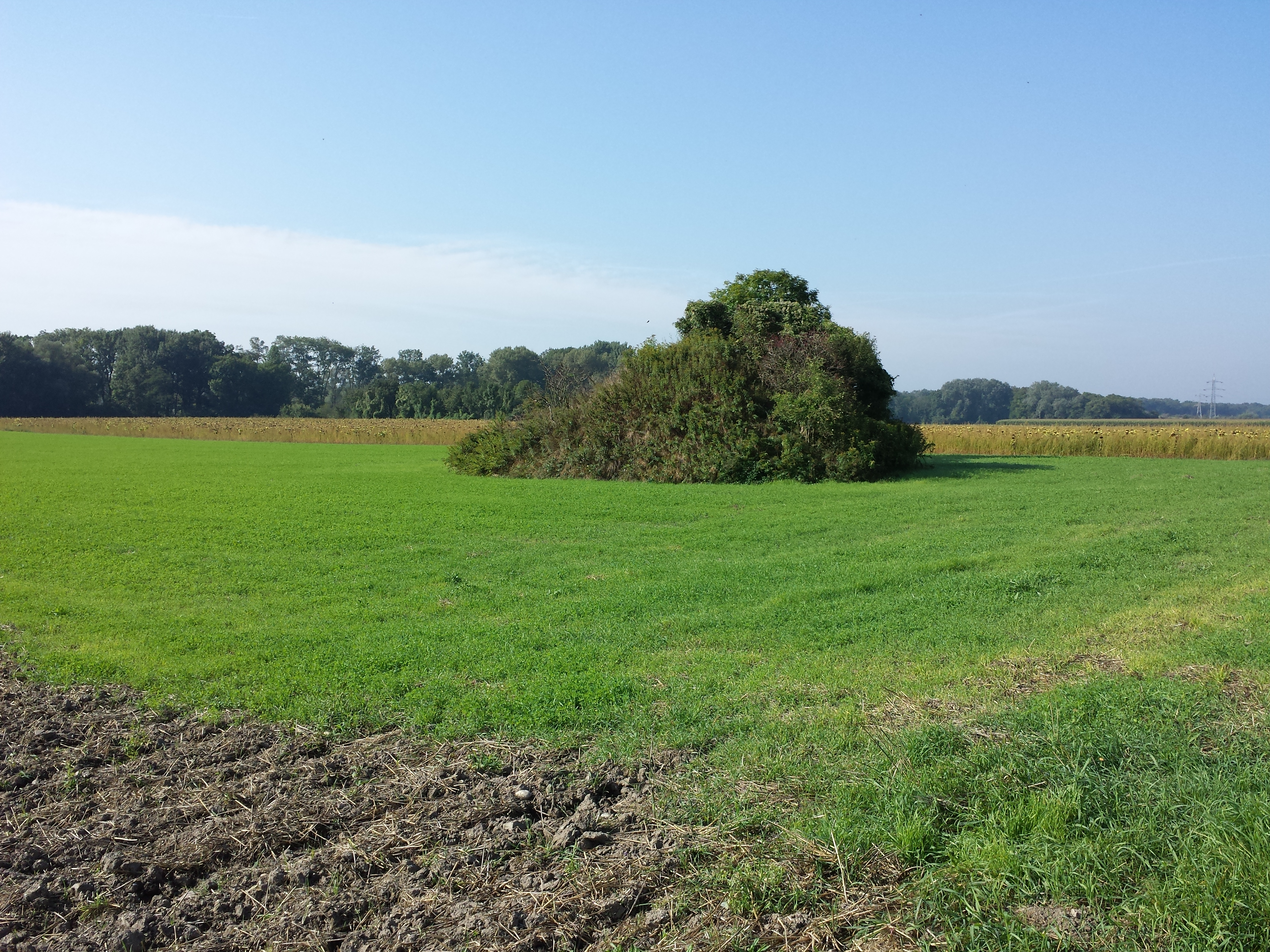
Löwenberg bei Unterzögersdorf

- Löwenberg: Der Löwenberg ist ein denkmalgeschützter rund sechs Meter hoher Grabhügel der Hallstattkultur im Überschwemmungsgebiet der Donau unterhalb des Wagrams. 1873 wurde vom Grafen Colloredo-Mannsfeld dort ein Depotfund ergraben.[1]
- Ortskapelle Unterzögersdorf: Die Kapelle wurde in den Jahren 1879 bis 1880 errichtet und dem heiligen Karl Borromäus geweiht.[1]
- Holzkruzifix: Am östlichen Ortsende steht ein Holzkruzifix aus dem Jahr 1893.[1]
- Bildstock: An einer Feldwegkreuzung nördlich des Ortes steht ein barocker Bildstock, der aus einem dreiseitigen Pfeiler mit Nischenaufsatz besteht.[1]
- Tullnerstraße: Die Kellergasse ist eine einseitige Einzelkellergasse in der Ebene. Sie besteht aus 15 Gebäuden und hat eine Länge von 200 Metern.[4]
- monochroms UZ LAB: Die Kunstgruppe monochrom eröffnete am 1. Juli 2023 im ehemaligen Feuerwehrhaus des Dorfs das UZ LAB, das "erste energieautarke Kulturzentrum Österreichs" (Strom nur durch Solarpanele, Wasser durch Regenwasserfilterung).[5]

### Sowjet-Unterzögersdorf
Sowjet-Unterzögersdorf basiert auf einer Idee von monochrom-Gründer Johannes Grenzfurthner. Als Kind verbrachte er viel Zeit in Unterzögersdorf, auf dem Bauernhof seiner Großeltern. Die Geschichten seiner Großeltern über die Zeit des Nationalsozialismus, den daraus resultierenden Zweiten Weltkrieg und die anschließende sowjetische Besatzung initiierte das multimediale Projekt. Viele real existierende Gebäude und Sehenswürdigkeiten Unterzögersdorfs sind in die fiktive Geschichte von Sowjet-Unterzögersdorf eingebettet, etwa der Tumulus (Löwenberg), der die umstrittene Grenze zu US-Oberzögersdorf darstellt.

### Solvent
Der Horrorfilm "Solvent", der ebenfalls von monochrom produziert wurde und bei dem Johannes Grenzfurthner Regie führte, wurde fast vollständig in Unterzögersdorf gedreht, obwohl die Handlung im fiktiven Ort Egelsau spielt.